# Бадзё, Юрий Васильевич
Ю́рий Васи́льевич Ба́дзё (укр. Юрій Васильович Бадзьо) (25 апреля 1936 — 1 сентября 2018) — украинский политический деятель, советский диссидент, основатель Демократической партии Украины (ДемПУ).

## Биография
Родился 25 апреля 1936 в многодетной крестьянской семье в селе Копыновцы чехословацкой земли Подкарпатская Русь (теперь Закарпатская область Украины).
В 1958 окончил украинское отделение филологического факультета Ужгородского университета; его курсовая работа «Иван Франко — литературный критик Леси Украинки» была отправлена на межобластной конкурс студенческих трудов и отмечена как лучшая за «склонность к самостоятельным научным выводам». В течение трёх лет (1958—1961) работал учителем в разных школах Закарпатья, а впоследствии — директором сельской школы в Мукачевском районе, избирался в бюро райкома ЛКСМУ.
В 1964 Юрий Бадзё заканчивает аспирантуру Института литературы имени Тараса Шевченко Академии наук УССР и становится его младшим научным сотрудником. Кандидатскую диссертацию «Критерий правды в оценке литературно-художественного произведения» так и не защитил из-за преследований. Кроме этого, Юрий Бадзё ведёт активную общественно-политическую жизнь, являясь членом неформального Клуба творческой молодёжи.
За участие в разных диссидентских акциях (шевченковских вечерах и акции протеста против политических арестов во время премьеры фильма Сергея Параджанова «Тени забытых предков») в 1965 Юрий Бадзё был исключён из КПСС, а впоследствии и лишён права работать учителем.
Потеряв работу, Юрий Бадзё три года не мог нигде печататься, затем с 1968 по 1971 спорадически публиковались его переводы с немецкого и рецензии. Работал сперва корректором, редактором журнала для незрячих, института общей и коммунальной гигиены, а после 1974 — грузчиком в хлебном магазине.
В это время он начал заниматься подпольной деятельностью — распространением самиздата и т. д. В 1971 в обращении к IV съезду писателей Украины поднимает вопрос о провинциальности и вторичности украинской общественно-культурной атмосферы в условиях политической несвободы. Обращение и несколько книг Грушевского были конфискованы во время обыска по делу Ивана Дзюбы.
Кроме того, с 1972 в ответ на новую волну прокатившихся по УССР политических арестов Юрий Бадзё начал работу над своим главным трудом — книгой «Право жить», в которой раскрывал подчинённое положение Украины в СССР, критиковал советские порядки и «сталинскую контрреволюцию» с позиций демократического социализма (формулу своих взглядов определял как «гуманизм, патриотизм, демократия, социализм — именно в таком порядке»). В 1977 400-страничный черновик четырёх из пяти разделов «Права жить», который был уже почти окончен, был похищен, и Юрий Бадзё принялся писать его заново.
За диссидентскую деятельность Юрий Бадзё был арестован в 1979 по обвинению в «антисоветской агитации и пропаганде» (критика национальной политики КПСС и общественного строя СССР в трактате «Право жить»). 12 декабря суд приговорил его к семи годам лишения свободы и пяти годам ссылки. Заключение и ссылку он отбывал в Мордовии (учреждение ЖХ-385/3-5 в поселке Барашево) и Якутии (посёлок Хандыга). За колючей проволокой продолжал политическую борьбу: забастовки и голодовку протеста, острополитические обращения и заявления в различные государственные инстанции с критикой власти.
Из-за отказа писать ходатайство об освобождении (фактически — помиловании) Юрий Бадзё вышел на свободу только 9 декабря 1988, после чего смог переехать в Киев. Здесь он в 1989—1990 работал заведующим отделом Общества украинского языка имени Т. Шевченко и опять занялся активной политической деятельностью, вынашивая план создания оппозиционной по отношению к КПСС партии. Весной 1989 подготовил «Проект программы Украинской партии демократического социализма и государственной независимости».
К весне 1990 Юрий Бадзё разработал новый документ под названием «Манифест Демократической партии Украины». 14 мая 1990 в Киеве прошла конференция инициативной группы по созданию ДемПУ, на котором манифест Юрия Бадзё был доработан и принят как основополагающий документ новой партии. На прошедшем 15-16 декабря 1990 Учредительном съезде ДемПУ Юрий Бадзё был избран главой партии.
Пост председателя партии Юрий Бадзё сохранял до следующего съезда ДемПУ (12 — 13 декабря 1992). Желая отойти от политики и углубиться в научную деятельность, он отказался баллотироваться на пост главы ДемПУ.
Лауреат премии фонда Антоновичей (2000).
После обретения Украиной независимости Юрию Бадзё был возвращён черновик его книги «Право жить», которая была опубликована в 1996. В том же году его приняли в Союз писателей Украины. 26 ноября 2005 Президент Украины Виктор Ющенко наградил Юрия Бадзё орденом «За заслуги» III степени. 16 января 2009 был награждён орденом «За заслуги» II степени.
В последнее время Юрий Бадзё работал научным сотрудником (научным редактором) в Институте философии Национальной академии наук Украины.

## Сочинения
- Відкритий лист: До Президії Верховної Ради Союзу РСР та Центрального Комітету КПРС. — Нью-Йорк, 1980.
- Проєкт програми Української партії демократичного соціялізму і державної незалежности
- Влада-опозиція-держава в Україні сьогодні. Думки проти течії. Архивировано 27 июля 2018 года. — К. : Смолоскип, 1994. — 28 с. 50000 прим. ISBN 0-914834-71-1
- Право жити: Україна в складі СРСР, людина в системі тоталітарного соціалізму. — К. : Таксон, 1996. — 400 с. 2500 прим. ISBN 966-7128-01-6
- Національна ідея і національне питання. К.: Смолоскип, 2000. 52 с. ISBN 966-7332-47-0
- Думки про течії // Тисяча років української суспільно-політичної думки: У 9 т. — К. : Дніпро, 2001. — Т. 9. — С. 321—338
- Український вибір. — К. : Смолоскип, 2004. — 54 с. 10000 прим. ISBN 966-8499-10-7
- Війна і зрада. Полювання на президента Віктора Ющенка триває. К.: Простір, 2008. 40 с. 5000 прим. ISBN 978-966-2068-09-2
- Бойові генерали, сивоусі парубки з української вулиці і троянська кобила історичного прогресу. К., 2010. 152 с. 1000 прим. ISBN 978-966-2068-16-0